# Caroline Fontenoy
 (juillet 2017).
Caroline Fontenoy, née le 16 mai 1979 à Arlon, est une journaliste belge travaillant à Bel RTL et sur RTL-TVI. Elle présente le journal télévisé de RTL-TVI du lundi au vendredi, une semaine sur deux, en alternance avec Luc Gilson.

## Biographie
Après avoir obtenu une licence en communication, elle réalise plusieurs stages en entreprise. En décembre 2004, elle remporte le Radio Académy sur Bel RTL qui la recrute. Elle présente alors la météo et les informations sur le trafic routier, puis la rubrique d'environnement Bel Planète à partir de 2006, et l'émission Demandez le programme.
Elle intègre ensuite la rédaction de RTL-TVI, où elle réalise des reportages pour le journal télévisé. À partir de février 2007, elle effectue un remplacement de Sabrina Jacobs pour présenter l'émission Clé sur Porte. Elle est depuis septembre 2008 la présentatrice du journal télévisé le week-end.
En radio, sur Bel RTL, elle coanime depuis 2012 le magazine Vivrensemble consacré au mieux-vivre.
À partir de septembre 2017 elle devient titulaire, en semaine, du RTL Info 13 Heures, qu'elle présente en alternance avec Alix Battard et présente également le 30 Minutes Info de Bel-RTL en alternance avec Michel De Maegd.
En mai 2018, elle quitte le journal de la mi-journée pour rejoindre le RTL Info 19 Heures qu'elle présente en alternance avec Michel De Maegd, en remplacement d'Hakima Darhmouch qui a quittée RTL-TVI. Elle reste aussi à la présentation du journal 18 heures de Bel-RTL, toujours en alternance, avec son collègue Michel De Maegd. 
À la rentrée 2018, elle continue la présentation de ses journaux, toujours en alternance avec Michel de Maegd, à 18 heures en radio et à 19 heures en télévision. Après le passage en politique de Michel de Maegd, elle présente le RTL Info 19 Heures en alternance avec les autres présentateurs du journal de la chaîne.
À la rentrée 2019, après son congé maternité, elle se concentre sur le RTL Info 19 Heures qu'elle présente en alternance avec Luc Gilson.

## Vie privée
En couple avec Jérôme Burlion, pongiste semi-professionnel et kinésithérapeute du sport, Caroline Fontenoy annonce avoir donné naissance à une fille le mardi 16 avril 2019, baptisée Lou. Elle met au monde son second enfant, Zélia, en décembre 2021.